# Folifer brevifilis
Folifer brevifilis är en fiskart som först beskrevs av Peters, 1881.  Folifer brevifilis ingår i släktet Folifer och familjen karpfiskar. IUCN kategoriserar arten globalt som otillräckligt studerad. Inga underarter finns listade i Catalogue of Life.